# تاتيانا سورينا
 تاتيانا أندريفنا سورينا  وهي متزلجة روسية عبر البلاد.

## الحياة الشخصية
تزوجت سورينا من إيجور سورين، مدرب فريق التزلج الروسي. في 11 مارس 2020، أنجبت طفلة. خلال إجازة الوالدين، تغيبت عن بطولة العالم للتزلج الريفي 2019-2020. 